# Anthony Clark (actor)
Anthony Higgins Clark es un actor y comediante estadounidense que protagonizó la serie de televisión Yes, Dear, en la que interpretó el personaje de Greg Warner.

## Comienzos
Clark creció en Virginia, donde su padre trabajaba en una fábrica y su madre era dueña de una tienda de abarrotes. Clark fue nombrado Artista del Año en su colegio, mientras estudiaba en "Emerson College". Clark se graduó del colegio de Emerson en 1986 con una licenciatura en comunicación de masas. Después del colegio, Clark entró en la comedia de "stand-up".

## Carrera Actoral
Antes de empezar con papeles protagónicos en series de televisión, Clark actuó en series cómicas de corta duración como Boston Common y Soul Man. También tuvo un papel recurrente en Ellen. En 1995, estuvo en un especial de jóvenes comediantes organizado por Garry Shandling para la cadena de HBO junto con Dave Chappelle, Dave Attell, y Louis C.K.. En 1993, tuvo un papel secundario como "Billy" en la película The Thing Called Love, protagonizada por River Phoenix, Samantha Mathis y Dermot Mulroney. En 1996, apareció en The Rock como Paul, el extravagante barbero del hotel. También fue el personaje principal en la serie, Boston Common.
En 2000, Clark consiguió el papel de Greg Warner en la comedia televisiva Yes, Dear. Por este papel fue nominado a un Premio Young Artist y a un Prism Award. El programa terminó en 2006.
Ese mismo año, Clark fue nombrado por la NBC como el nuevo anfitrión del reality, Last Comic Standing, en el que estuvo durante el verano de 2006. Junto con Mike O'Malley, Anthony aparece en el video musical de Alan Jackson, "The Talkin'. En 2011, junto a Missi Pyle y John Michael Higgins, Clark interpretó a Jack Schumacher en la película cómica My Uncle Rafael, la cual fue la primera película norteamericana en utilizar la cultura armenia como lugar de desarrollo.